# F1モデリング (雑誌)
『F1モデリング』（F1 Modeling）は、かつて山海堂が発売していたF1専門誌。2008年7月上旬に東邦出版から復刊された。

## 概要
1999年3月に同社の自動車雑誌『RALLY・XPRESS』の増刊として創刊。季刊誌であるため、3、6、9、12月末に発行されている（例外あり）。また、F1の各グランプリの迫力ある写真や、ジョルジョ・ピオラによるイラストを使用した各マシンの技術的な解説、F1模型の紹介などさまざまな内容が展開されていたが、山海堂の倒産に伴い一時休刊。
その後、編集スタッフはそのままで復刊することが決定し、2008年7月上旬にF1モデリング第35号が東邦出版から発行された。

## 既刊一覧
（出版社は山海堂）
- F1モデリング Vol.1 （1999年3月12日発行）
- F1モデリング Vol.2 （1999年6月30日発行）
- F1モデリング Vol.3 （1999年7月発行）
- F1モデリング Vol.4 （1999年12月25日発行）
- F1モデリング Vol.5 （2000年3月31日発行）
- F1モデリング Vol.6 （2000年7月7日発行）
- F1モデリング Vol.7 （2000年10月31日発行）
- F1モデリング Vol.8 （2000年12月発行）
- F1モデリング Vol.9 （2001年4月30日発行）
- F1モデリング Vol.10 （2001年6月発行）
- F1モデリング Vol.11 （2001年10月17日発行）
- フェラーリF1‐2000パーフェクトファイル （2001年9月発行） ISBN 978-4-381-02178-6
- F1モデリング ミハエル・シューマッハ ギガスペシャル　（2001年10月発行）
- F1モデリング Vol.12 （2002年1月16日発行）
- F1モデリング Vol.13 （2002年5月1日発行）
- F1モデリング Vol.14 （2002年7月発行）
- F1モデリング Vol.15 （2002年12月30日発行）
- F1モデリング Vol.16 （2003年3月発行）
- F1モデリング Vol.17 （2003年6月発行）
- F1モデリング Vol.18 （2003年9月発行）
- F1モデリング Vol.19 （2004年1月24日発行）
- F1モデリング Vol.20 （2004年3月発行）
- F1モデリング アイルトン・セナ ギガスペシャル （2004年4月発行）
- F1モデリング Vol.21 （2004年6月発行）
- F1モデリング Vol.22 （2004年9月発行）
- F1モデリング Vol.23 （2005年1月22日発行）
- フェラーリ・フォーミュラワンカー 1999‐2004 （2005年2月発行）
- F1モデリング Vol.24 （2005年4月28日発行）
- F1モデリング Vol.25 （2005年6月発行）
- F1モデリング Vol.26 （2005年11月3日発行）
- フェラーリ・フォーミュラワンカー 1999‐2004 （2005年11月刊行。2005年2月に発売されたものを単行本化したもの） ISBN 978-4-381-07783-7
- F1モデリングベスト・セレクション Vol.1+2（2005年12月10日発行） ISBN 978-4-381-07782-0
- F1モデリング Vol.27 （2006年1月26日発行）
- F1モデリング Vol.28 （2006年4月30日発行）
- F1モデリング Vol.29 （2006年7月31日発行）
- F1モデリング Vol.30 （2006年10月27日発行）
- F1モデリング Vol.31 （2007年1月26日発行）
- F1モデリング Vol.32 （2007年5月6日発行）
- F1モデリング Vol.33 （2007年7月31日発行）
- F1モデリング「1976富士F1グランプリ」―日本・富士にまだ見ぬF1がやって来た!! (All about Formula One Grand Prix in) （2007年10月21日発行）
- F1モデリング「1977富士F1グランプリ」―ディープ・インパクト!2年目の富士に何が起こったか!! (All about Formula One Grand Prix in)（2007年10月21日発行）
- F1モデリング Vol.34 （2007年9月発行）

（これ以後の発行は特記のない限り東邦出版）
- F1モデリング「1976富士F1グランプリ」―日本・富士にまだ見ぬF1がやって来た!! (All about Formula One Grand Prix in) （2008年6月発行）ISBN 978-4-8094-0709-3
- F1モデリング「1977富士F1グランプリ」―ディープ・インパクト!2年目の富士に何が起こったか!! (All about Formula One Grand Prix in)（2008年6月発行）ISBN 978-4-8094-0710-9
- F1モデリング Vol.35 （2008年7月発行）ISBN 978-4-8094-0715-4
- F1モデリング Vol.36 （2008年10月19日発行） ISBN 978-4-8094-0733-8
- F1モデリング Vol.37 （2009年1月7日発行） ISBN 978-4-8094-0750-5
- F1モデリング Vol.38 （2009年4月発行） ISBN 978-4-8094-0781-9
- F1モデリング アイルトン・セナ ギガスペシャル限定復刻版（2009年4月23日発売　発行所レーシングギア ）[1]
- F1モデリング Vol.39 （2009年7月発行） ISBN 978-4809408083
- F1モデリング Vol.40 （2009年10月発行） ISBN 978-4809408229
- F1モデリング Vol.41 （2009年12月発行） ISBN 978-4809408380
- F1モデリング Vol.42 （2010年4月発行） ISBN 978-4809408649
- F1モデリング Vol.43 （2010年7月2日発行） ISBN 978-4809408793